# 皮卡汀尼導軌

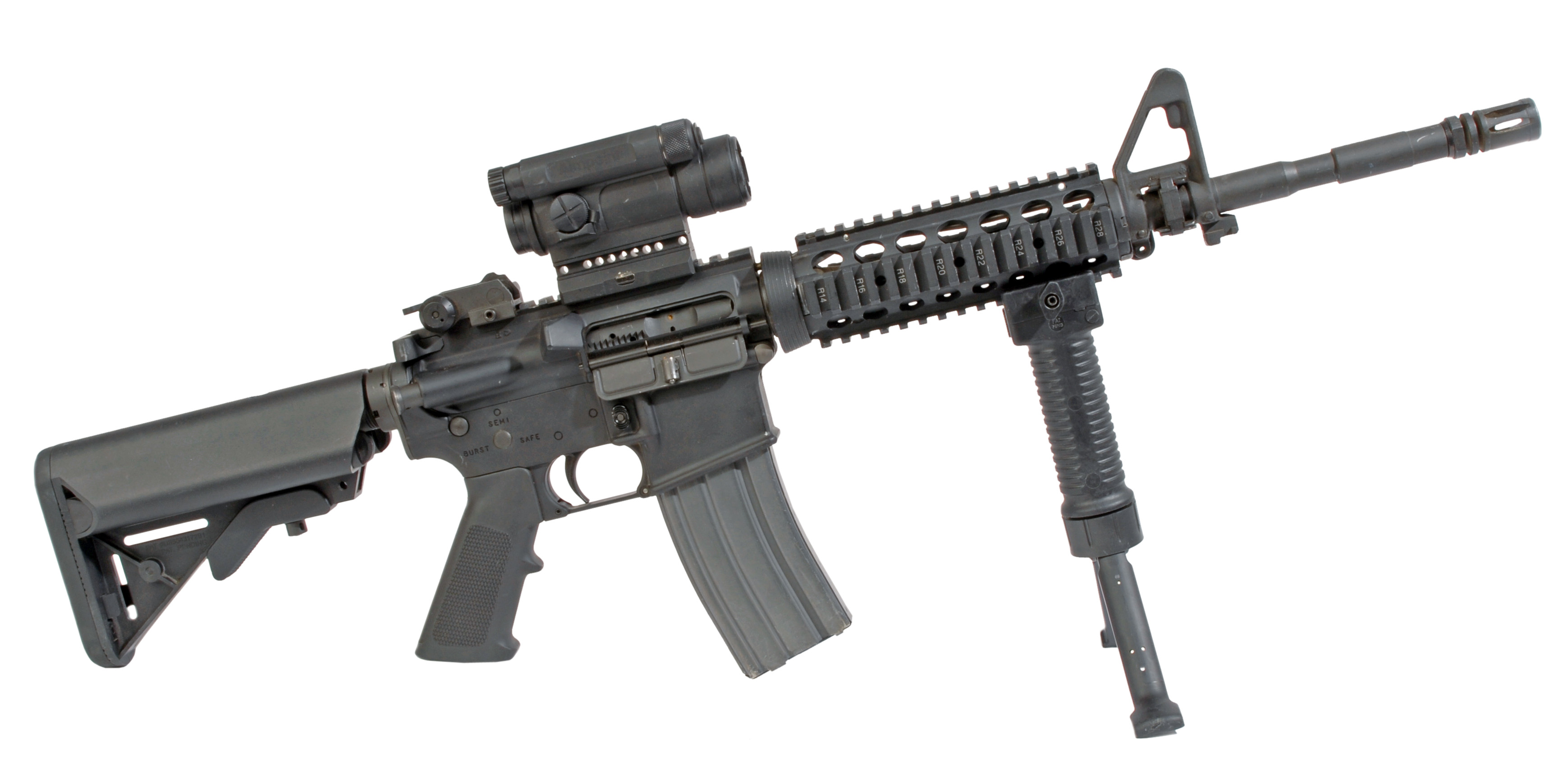
裝有皮卡汀尼導軌系統的M4卡賓槍，並藉以裝上了具有握把筴艙系統的垂直前握把和M68 CCO紅點鏡。

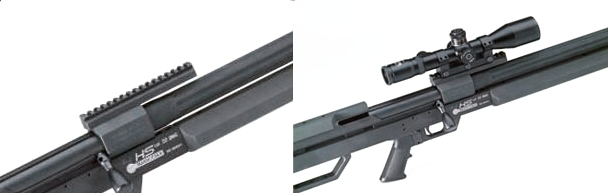
左：在斯泰爾HS .50狙擊步槍上的皮卡汀尼導軌
右：在皮卡汀尼導軌以上裝上瞄準鏡以上

皮卡汀尼導軌（英文：Picatinny rail /ˈpɪkətɪni/或/ˌpɪkəˈtɪni/），简称皮軌（Pic rail），又稱戰術滑軌、MIL-STD-1913導軌、STANAG 2324导轨，是一款槍械以上的導軌整合系統。與類似的韋弗式導軌（Weaver rail）一樣，用来为戰術附件提供標準化的安裝平台。

## 歷史
由於特種警察和特種部隊開始在他們的武器上裝備一些越來越大的戰術附件，例如手電筒、紅點瞄準鏡以至提把，接口組件的標準化與通用化以提高安裝選項，日漸的成為必要處理的事項。这也就是后来用来提供多兼容的标准化附件平台的导轨整合系统（rail interface system，简称RIS）概念。
首先在1950年代，W·R·韦弗公司（即后来的韦弗光学公司 Weaver Optics）的创始人威廉·拉尔夫·韦弗（William Ralph Weaver，1905～1975）推出了一款新的导轨设计，将旧式燕尾槽加宽并把原来的锐角边棱改成了下倾斜面以增加有效附着面积。新导轨上方开有横槽，以便附件可以用横向螺丝加紧辅助固定。这种设计优于燕尾槽，很快就被各大厂家相继模仿，同时也被命名为韦弗式导轨（Weaver rail）。但是韦弗导轨缺乏市场统一标准，各大厂家根据自己喜好设计出的尺寸不一，加上横槽间距没有标准化，槽宽较窄导致即使有横向螺丝也会因为太粗或者和横槽位置不匹配而无法使用，使得附件固定质量时好时坏。1980年代之后，市面上规格不统一的韦弗导轨已经无法满足军方的要求，改进导轨系统迫在眉睫。
1992年，美国陆军部指派长期负责轻重武器弹药研发和生产的新泽西州皮卡汀尼兵工厂（Picatinny Arsenal）进行标准化轻武器配件平台的研究工作，由资深机械设计师加里·胡茨马（Gary Houtsma）为项目总负责人。胡茨马团队随即收集了军队库存和市面上销售的20多种不同规格的韦弗类导轨，在仔细比较后总结出了规格平均值，并且确定了45度侧倾的斜面标准。随后胡茨马命令厂房拿出一份最易于生产检验的设计方案，车间以105毫米M119榴弹炮的滑轨设计为参照加以缩小设计了一款新的导轨系统。之后，胡茨马团队将成品带往伊利诺州的岩岛兵工厂（Rock Island Arsenal）进行审批和试用，最终定为军方标准，编号MIL-STD-1913（军用标准1913号）。1995年2月3日，美国军方正式批准通过2324号标准化协议（STANAG 2324），将1913导轨指定为北约国家制式单兵轻武器附件平台，并以其设计团队所属单位命名为皮卡汀尼式导轨。相比韦弗式导轨，皮卡汀尼导轨的横槽宽度和间距都有非常严格的尺寸和公差标准，使得韦弗导轨的配件大部分都能反向兼容顺利转换到皮轨上，同时也考虑到了之前没有解决的受枪管热量影响而膨胀的问题。2014年，胡茨马本人因为带领团队研制皮轨而獲美国陆军颁发圣莫里斯奖章（Order of Saint Maurice）。
1994年8月，隨陸軍ACR計劃的經驗，皮卡汀尼導軌於美国特种作战司令部改良的M4上獲得採用。1994年12月，M16A2E4步槍和M4E1卡賓槍的規格得到通用類型分類。這兩個型號是以M16A2步槍和M4卡賓槍為基礎，並且將上機匣修改為新型「平頂式」機匣，原AR-10槍族的攜帶提把以導軌取代。
2009年，北约陆军军备集团（NAAG）第一陆上战斗能力小组（LCG1-DS）批准了4694号标准化协议（STANAG 4694），该协议定义了北约附件导轨，一种基于公制尺寸的改进版皮卡汀尼导轨。

## 設計

皮卡汀尼導軌的尺寸，橫截面（以英寸為尺寸）
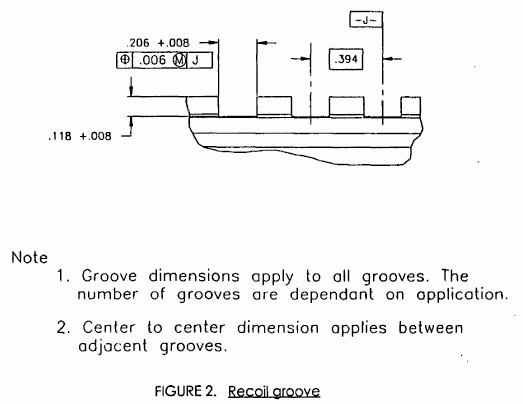
皮卡汀尼導軌的尺寸，側視圖（以英寸為尺寸）

皮卡汀尼導軌是由一系列具有Ｔ型橫截面、中間穿插了平滑的“間距凹槽”缺口的凸脊所組成。附件是藉由在導軌上從一端或另一端將它們滑動到使用者所望的凹槽之內以後裝上；安裝方式與韋弗式導軌相若，藉由螺栓、指旋螺絲或是拉桿於導軌上夾緊；或是裝在凹槽之間的凸起部分以上也可。
皮卡汀尼導軌的緊鎖凹槽寬度為0.206英吋（5.23毫米）；凹槽中心間距為0.394英吋（10.01毫米）；而凹槽深度則為0.118英吋（3.00毫米）。皮卡汀尼導軌和類似的韋弗式導軌之間的唯一差別是這些導軌之間的凹槽的尺寸，而事實上也就是後者的標準化型。韋弗式導軌的凹槽寬度為0.180英吋（4.57毫米），但在凹槽中心之間的空間卻不一定是一致的。
一少部份附件的設計，能夠適應韋弗式和皮卡汀尼這兩款導軌；但大多數皮卡汀尼設備都不適合裝在韋弗式導軌以上。但截至2012年5月，大多數附件安裝導軌都被切割為皮卡汀尼標準，而且許多具有緩衝插銷的附件也都被切割至可與韋弗式導軌兼容的直徑。許多導軌安裝的附件都僅有一根緩衝插銷，以避免不同的凹槽間距的問題。

## 用途
皮卡汀尼導軌系統一開始時是為大口徑步槍而設計的，以便其機匣頂部能夠安裝光學精確瞄準裝置。但當採用了以後，人們發現除瞄準鏡以外，在導軌系統上還能安置多種附件，諸如夜視裝置、反射式瞄準鏡、備用武器瞄準器（機械瞄具）、戰術燈、雷射瞄準器模塊、前握把、腳架、刺刀和／或其卡口固定件、槍背帶環甚至是槍掛式榴弹发射器。
因為他們的多用途性，皮卡汀尼導軌與附件取代了在許多槍械設計上的機械瞄具；同時他們也安裝或整合上半自動手槍底把和握把的底部，並且遂漸的取代了各廠商配備的專用附件導軌（這點可在FN Five-seveN、SIG Pro、瓦爾特P99等槍的衍生型上看出），而過去沒有底部導軌的槍型（如M1911、貝瑞塔92、SIG P226）也在其後的衍生型上遂漸的將底部導軌追加上去。其效用亦已經讓其也在彩彈槍械和氣槍之中使用。

## 資料來源
1. 1 2   (PDF). （原始内容 (PDF)存档于2010-11-26）.
2. ↑  .   [2017-07-14]. （原始内容存档于2015-09-18）.
3. ↑  .   [2015-10-14]. （原始内容存档于2015-09-30）.
4. ↑  .   [2015-10-14]. （原始内容存档于2015-10-25）.
5. 1 2  .   [2015-10-14]. （原始内容存档于2009-01-26）.

## 外部連結
- （英文）—Picatinny Rail Specifications （页面存档备份，存于）
- （中文）— （页面存档备份，存于）